# Compass (песня)
«Compass» — песня американского кантри-трио Lady Antebellum. Песня была написана участниками поп/R&B продюсерской группы Stargate и спродюсирована Нейтаном Чапманом и Lady Antebellum. Она была выпущена третьим синглом пятого студийного альбома группы Golden 14 октября 2013 года лейблом Capitol Records в Нашвилле и включена в подарочное переиздание альбома. В ней ведущие вокалисты Хиллари Скотт и Келли.
В 2015 году песня была использована в трейлере к предстоящей в 2016 году игре-симулятору тематического парка Planet Coaster на выставке Electronic Entertainment Expo, разрабатываемой компанией Frontier Developments.

## История
После выхода альбома Golden в мае 2013 года группа Lady A взяла небольшой перерыв, прежде чем вернуться в студию и продолжить работу над новой музыкой, вместо того чтобы сразу отправиться в тур в поддержку альбома. Группа наткнулась на песню «Compass» и настолько увлеклась ею, что, несмотря на отсутствие проекта для записи и на то, что она пришла из зоны комфорта в Нашвилле, они решили записать её. «С той минуты, как мы впервые услышали её, — объяснила участница группы Хиллари Скотт в интервью Billboard, — мы поверили в посыл и общее настроение песни. Мы знали, что можем придать ей свою собственную интерпретацию. Мы должны были дать фанатам услышать её — немедленно». Скотт также подробно остановилась на звучании, отличающемся от предыдущих записей группы, отметив, что банджо и скрипка, которые так часто встречаются в Compass, отсутствуют в их репертуаре и кантри-музыке в целом, и отметила, что песня «оживила» группу творчески и вдохновила их на поиск новых музыкальных направлений.
«Compass» — это быстрая песня, вдохновлённая кантри, фолком и блюграссом. Она написана в тональности до мажор с использованием банджо и мандолины.

## Отзывы
Мэтт Бьорк из Roughstock описал «Compass» как «легко приятную песню», непохожую ни на одну другую на кантри-радио, с одними из лучших текстов в истории кантри-музыки и «заразительной, ударной и мелодичной мелодией». Он также отметил, что песня потенциально может стать самым большим кроссоверным хитом группы со времён «Need You Now». Taste of Country сравнил вдохновлённое блюграссом звучание песни с музыкой Mumford and Sons, похвалив «Compass» за «всплеск позитивной энергии… основанный на традиционных кантри-инструментах», и предположил, что песня может проложить путь к принятию блюграсс-музыки в мейнстрим.

## Музыкальное видео
Режиссёром клипа выступил Питер Завадил, премьера состоялась в декабре 2013 года.

## Позиции в чартах
Тираж сингла в США составил 546 000 копий на апрель 2014 года.
| Чарт (2013—2014)                    | Высшая позиция |
| ----------------------------------- | -------------- |
| Канада (Billboard Canadian Hot 100) | 51             |
| Канада (Billboard Country)          | 2              |
| США (Billboard Hot 100)             | 46             |
| США (Billboard Country Airplay)     | 1              |
| США (Billboard Hot Country Songs)   | 6              |

| Чарт (2014)                        | Позиция |
| ---------------------------------- | ------- |
| США (Country Airplay, Billboard)   | 35      |
| США (Hot Country Songs, Billboard) | 41      |

## Сертификации
| Регион | Сертификация | Продажи |
| --- | ------------ | ------- |
| Канада (Music Canada) | Золотой      | 40 000* |
| США (RIAA) | Золотой      | 500 000 |
| * Данные о продажах приведены только на основе сертификации. · Данные о продажах + прослушиваниях приведены только на основе сертификации. |              |         |